# Club Atlético Chiriquí

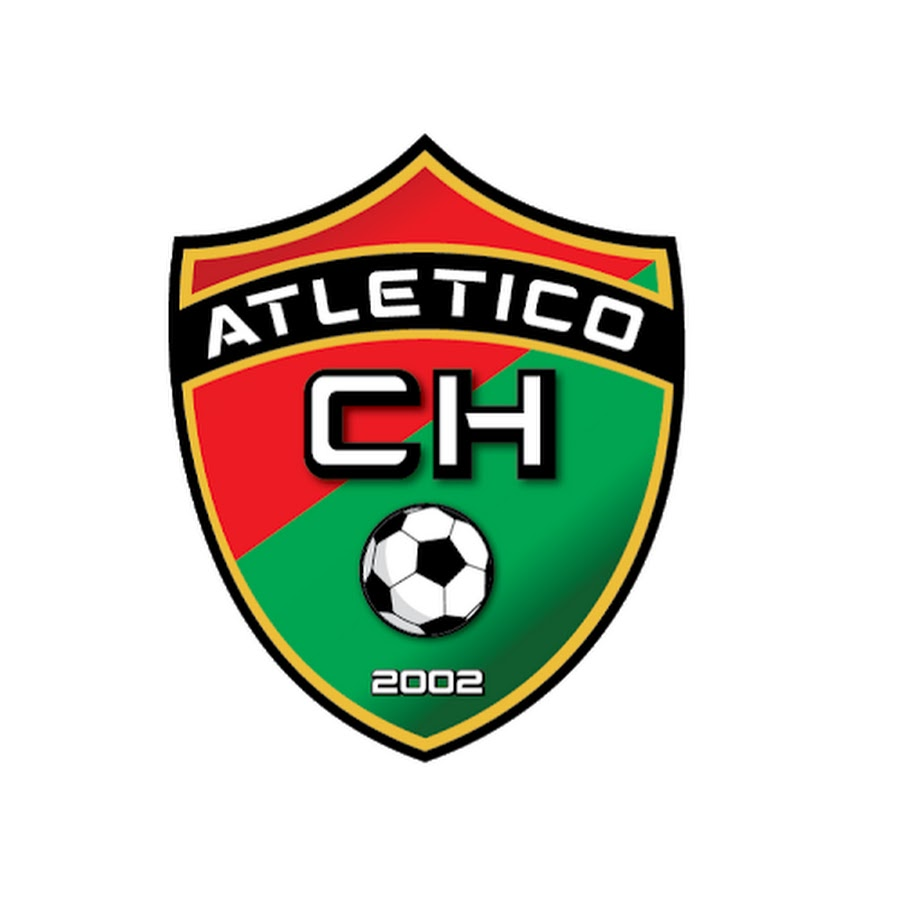
Logo du club de première division panaméenne Atlético Chiriqui.

L’Atlético Chiriquí est un club de football basé à David, au Panama. Le colombien Herney Duque est l'entraîneur depuis septembre 2023.

## Histoire
Le club est sacré champion de deuxième division panaméenne en 2004 et évolue en première division depuis l'année 2005.

## Palmarès
- Liga Nacional de Ascenso (D2)
  - Champion : 2004